# Chao Phraya
Chao Phraya (tiếng Thái: เจ้าพระยา) là một tước hiệu dành cho các quan lại cao cấp nhất của chế độ phong kiến Xiêm, chỉ dưới tước hiệu Somdej Chao Phraya (สมเด็จเจ้าพระยา). Trong sử cũ Việt Nam thường phiên âm tước hiệu này là Chiêu Phi nhã. Tước hiệu này được xem là tương đương tước hiệu Công tước và thường thì chỉ có các đại thần (bộ trưởng) mới được ban tước hiệu này.